# 頭橋耀明宮
頭橋耀明宮是當地的宗教信仰中心，位於嘉義縣民雄鄉興南村頭橋99號，奉祀主神為馬府千歲、池府千歲，以廟內古物石製香爐考證認為該廟創建於清同治八年（1869年），原名為池、馬王爺廟，明治三十九年（1906年）因開闢鐵路遭拆除，乃由蔡祿、蕭旺樹發起遷建於現址，當時為木竹建造成廟宇。至昭和十一年（1936年）蕭集和、何天註、盧利乾、金水丹等發起重建廟宇。戰後初期因為過於廟宇簡陋，由村長黃適月及何天註、洪春木、劉羅生等倡議、俱資添建拜亭、油漆內殿、及至今日面貌。

## 馬府神蹟
馬王爺又名馬府千歲，根據歷史記載，馬王俗姓馬名仙池，漢朝雲南人，世代為農，仙池少有大志，身長高大剛毅武勇，遇蕭府太傅一同為代天巡狩，察訪四方，除暴安良。

## 外部連結
- 民雄鄉公所 （页面存档备份，存于）
- 頭橋耀明宮網站 （页面存档备份，存于）